# 大排沙
大排沙，是臺灣彰化縣二林鎮的一個傳統地域名稱，位於該鎮東部。相較於今日行政區，其範圍大致包括大永里、東勢里、梅芳里南端，以及埤頭鄉的豐崙村西北部。
本地區北部以往為台糖大排沙農場，現已改設為中部科學園區二林園區。

## 歷史
台灣清治末期至日治初期，大排沙地區為一街庄，稱為「大排沙庄」，隸屬於二林下堡。該庄北與塗仔崙庄為鄰，東與周厝崙庄、崙仔庄為鄰，南邊為丈八斗庄，西邊為萬合庄。
1901年（日治明治三十四年）11月，全台廢縣廳改設二十廳，該庄隸屬於彰化廳。1903年（明治三十六年）6月，該庄編入「二林區」，隸屬於彰化廳。1909年（明治四十二年）10月，合併二十廳為十二廳，二林區改隸屬於臺中廳。1920年（大正九年），廢廳、支廳、區、街庄（舊制）改設州、郡、街庄（新制）、大字，該庄改制為「大排沙」大字，隸屬於臺中州北斗郡二林庄。1937年，二林庄升格為二林街。
戰後二林街改制為二林鎮，隸屬於臺中縣，大字亦改制為里。1950年10月，中、彰、投分治，二林鎮改隸屬彰化縣。

## 聚落
本地區發展較早的聚落有大排沙（大永）、東勢沙（東勢）、面前崙等，在日治期初期的官方地圖上已有記載。

## 交通
鄉道彰127線（萬原路）是頂後厝至新莊的道路，大致以北北西—南南東走向由本地區西部邊界中央偏南入境後，至大排沙聚落東側經鄉道彰133線路口後續行，於本本地區南部邊界中央出境。由該道路向北北西可前往萬合、舊趙甲西部的頂後厝聚落並止於縣道143號路口，向南南東可前往丈八斗東部、𥕟磘、五庄子、樹子腳西北端、樹子腳與內蘆竹塘交界地帶、內蘆竹塘東南部、內蘆竹塘與番子寮交界地帶、番子寮與下溪墘交界地帶並止於新庄聚落的田頭堤防道路路口。
鄉道彰129線（太平路）是挖仔至二林的道路，大致以東北—西南走向由本地區北部邊界西側入境後轉南南西，至鄉道彰130線起點路口轉西北西，至本地區西部邊界轉南南西沿邊界而行，其後因邊界線南移而出境，經鄉道彰127線路口後轉西南，再經過本地區一小部分後出境。由該道路東北段向東北可前往塗子崙、挖子並止於縣道148號路口，由西南段向西南可前往萬合東南部、山寮並止於縣道150號路口。
鄉道彰129-2線是萬興至萬合的道路，其南側端點位於本地區西部邊界地帶中央偏北的鄉道彰129線萬芳橋南側路口。由此向西北轉北北西可前往萬合東北部、萬興並止於縣道148號舊線（二溪路六段）路口。
鄉道彰130線（中科二林大道）是相思橋至埤頭的道路，其西側端點位於本地區西北部的鄉道彰129線轉角路口。由此向東南東繞彎道轉東，經鄉道彰133線路口後續行，於本地區東部邊界北側出境後轉東南微南可前往周厝崙東北部、埤頭並止於鄉道彰148線路口。
鄉道彰133線（光復巷、東勢巷）是塗仔崙至丈八斗的道路，大致以北向南由本地區北部邊界入境後，經鄉道彰130線路口續行，過萬興排水溝後轉南南西，順路轉西再轉西南西再轉南，至東勢聚落的鄉道彰133-1線起點路口轉西蜿蜒而行，至中正巷路口轉南微東再轉西南，過東勢橋後轉西北，於大排沙聚落經鄉道彰127線路口後轉西南蜿蜒而行，其後於本地區南部邊界西側出境。由該道路向北可前往塗子崙並止於鄉道彰129線路口，向西南可前往丈八斗並止於其南側邊界地帶的鄉道彰134線路口。
鄉道彰133-1線是東勢至原斗的道路，其北側端點位於本地區中部東勢聚落西南側的鄉道彰133線轉角路口。由此向東經鄉道彰148線起點路口後轉南出聚落蜿蜒而行，經面前崙聚落後轉南南西，出境後可前往丈八斗東部原斗聚落的縣道150號路口。
鄉道彰148線（東勢巷）是東勢至埔尾的道路，其西側端點位於東勢聚落南側的鄉道彰133-1線轉角路口。由此向東轉東南出聚落後再轉東南東蜿蜒而行，於本地區東部邊界中央偏南出境後，可前往周厝崙與崙子交界地帶、崙子與埤頭交界地帶、埤頭並止於其東南部埔尾聚落的縣道150號路口。

## 產業
- 中部科學園區二林園區（東大半部）